# Ruben Van Wyk
Ruben Van Wyk (ur. 16 czerwca 1976) – namibijski piłkarz grający na pozycji napastnika.

## Kariera klubowa
W swojej karierze piłkarskiej Van Wyk grał w takich klubach jak: Liverpool Okahandja, Black Africa, Orlando Pirates i południowoafrykański Free State Stars FC.

## Kariera reprezentacyjna
W reprezentacji Namibii Van Wyk zadebiutował 4 września 1994 roku w przegranym 0:2 meczu kwalifikacji do Pucharu Narodów Afryki 1996 z Angolą. W 1998 roku został powołany do kadry na Puchar Narodów Afryki 1998. Na nim był rezerwowym i nie rozegrał żadnego spotkania. W kadrze narodowej grał do 2002 roku. Rozegrał w niej 33 mecze i strzelił 8 goli.